# Granlo
Granlo är en stadsdel cirka 2 km väster om Sundsvalls centrum och har cirka 5 000 invånare. Östra delen domineras av villaområden medan västra Granlo består av stora bostadsrättsområden.
Människor har bott i området åtminstone i 1 500 år. Fram till 1940-talet, då de första villaområdena byggdes, var Granlo ett bondesamhälle, indelat i byarna Högom och Granlo. På 1940-talet byggdes även Högoms skola (utbyggd på 1960-talet).
1957 fick Granlo en stadsplan och efter detta började stadsdelen att byggas ut i snabbare takt. De stora bostadsrättsområdena vid Västra vägen och Vikingavägen, samt centrumet, byggdes ut i slutet av 1960-talet. Dessa bostäder byggdes som en del av miljonprogrammet.
Under 1950- och 1960-talen tillkom även många villaområden men sedan 1970-talet har inte mycket byggts. Istället byggdes Granloholm på vad som tidigare varit närliggande skogsmark.
Här finns de kända gravkullarna i Högom (Högomsmannen) samt Granlo kyrka som invigdes 1982 och som tillhör Selångers församling.
Service som finns är livsmedelsaffär, bensinstation, hälsocentral, apotek, pizzeria och frisör.
2018 invigde Sundsvalls bangolfklubb sin nya äventyrsbana (Minigolf Open Standard, MOS-bana) i centrum, där tidigare utomhusbadet Granloselet låg 1969–1992.
Vid Högoms skola (grundskola till och med årskurs 6) finns också en mindre idrottshall samt en fritidsgård. I Granlo finns tre förskolor.
I början av september varje år anordnas en dag med bland annat tävling i drakflygning, ett samverkansprojekt mellan fritidsgården, Svenska kyrkan och Scouterna.
Granlo BK var en framgångsrik idrottsförening som bland annat spelade i högsta serien i innebandy för herrar 2013–2016 men gick i konkurs 2018. 
Under 1970- och 1980-talet fanns i centrum även ytterligare en livsmedelsaffär, postkontor, blomsterhandel, klädbutik, kembar och kiosk.